# 源成雅
源 成雅（みなもと の なりまさ）は、平安時代後期の貴族。村上源氏、陸奥守・源信雅の四男。官位は正四位下・左近衛中将。近江中将と号す。

## 経歴
保延4年（1138年）左衛門佐、永治元年（1141年）右近衛権少将、久安5年（1149年）左近衛権中将に任ぜられるなど、鳥羽院政期中期から後期にかけて武官を歴任する。この間の康治2年（1143年）には散位・藤原頼輔との闘争事件を起こし解官の処分を受けるが、2ヶ月ほどで還任されている。
藤原忠実の恋人であったが、忠実の子であり成雅の姉妹が妻となっていた藤原頼長に近侍し、頼長とも関係を持っていたという（『台記』）。保元元年（1156年）保元の乱が発生すると、成雅は頼長に従って崇徳上皇方に参加する。上皇方が後白河天皇方に敗れると、出家して（法名は蓮浄）恭順の意を示すが、赦されず越後国への流罪に処された。
数年を経て応保年間（1161年-1163年）には帰洛が許され、その後かつての敵であった後白河院の近習となった。僧形となっていたことから、近江中将入道と呼ばれたという。降って安元3年（1177年）鹿ケ谷の陰謀に加担した咎で捕らえられ、再度佐渡国に配流された。

## 官歴
注記のないものは『本朝世紀』による。
- 保延4年（1138年） 正月22日：左衛門佐[4]
- 時期不詳：正五位下[5]
- 永治元年（1141年） 12月2日?：右近衛権少将[5]
- 永治2年（1142年） 正月23日：兼尾張守。6月29日：従四位下
- 康治2年（1143年） 正月14日：解官（依散位藤原頼輔闘争、破頼輔面）。3月25日：還任宣下（解官人、非除目臨時宣下還任之例）
- 久安3年（1147年） 7月27日：見従四位上
- 久安5年（1149年） 3月18日：兼安芸守。7月8日：兼近江守（源憲俊出家替）、見正四位下。8月2日：左近衛権中将
- 仁平元年（1151年） 2月2日：止近江守
- 保元元年（1156年） 5月4日：除殿上籍（賀茂行幸不供奉）[6]。7月27日：解官（保元の乱）[6]。8月3日：流罪（越後国）[6]

## 系譜
『尊卑分脈』による。
- 父：源信雅。一説に源季定
- 母：為家朝臣女（高階為家の娘）、または源国明の娘
- 妻：源憲俊の娘
- 生母不明の子女
  - 男子：源有雅 - 源雅仲の養子